# Dodger Stadium
Dodger Stadium – stadion baseballowy, na którym swoje mecze rozgrywa zespół Los Angeles Dodgers.
W 1957 roku właściciel Brooklyn Dodgers Walter O’Malley nie doszedł do porozumienia z władzami miasta w sprawie nabycia gruntów pod nowy obiekt w Brooklynie i przeniósł siedzibę klubu do Los Angeles. 17 września 1957 rozpoczęto budowę nowego stadionu, którą ukończono w 1961. Podczas gdy trwały na nim prace budowlane, zespół Dodgers rozgrywał swoje mecze na Los Angeles Memorial Coliseum. Pierwszy mecz na Dodger Stadium rozegrano 10 kwietnia 1962 w obecności 52 564 widzów. W latach 1962–1965 ze stadionu korzystał również klub Los Angeles Angels. Obiekt został zaprojektowany na 85 000 miejsc, ale nigdy nie doszło do jego rozbudowy.
W 1980 na Dodger Stadium miał miejsce Mecz Gwiazd MLB, a cztery lata później był areną Letnich Igrzysk Olimpijskich. 16 września 1987 na stadionie mszę świętą odprawił papież Jan Paweł II. 
Na Dodger Stadium odbywały się także koncerty; zagrali na nim między innymi Kiss, Depeche Mode, The Rolling Stones, The Beatles, Bee Gees, Elton John, Madonna, Simon & Garfunkel, Michael Jackson, David Bowie, Genesis, Eric Clapton, U2, Dave Matthews Band, Bruce Springsteen i E Street Band, a także Trzej Tenorzy José Carreras, Plácido Domingo i Luciano Pavarotti.
W 2009 na stadionie rozegrano półfinały i finał World Baseball Classic. 